# Koen Smit
Koen Frederik Smit-Amor (Roden, 31 oktober 1973) is een Nederlandse (stem)acteur en (stem)castingdirector.
Smit-Amor is geboren in Roden en woonde vervolgens in Steenbergen en Nietap tot zijn eindexamen in 1993. Hij verhuisde naar Amsterdam toen hij was aangenomen op De Kleinkunstacademie, waar hij in 1998 afstudeerde.
In 2015 trouwde Smit met banketbakker Alvin Villareal Amor, eigenaar van Amor Kitchen.

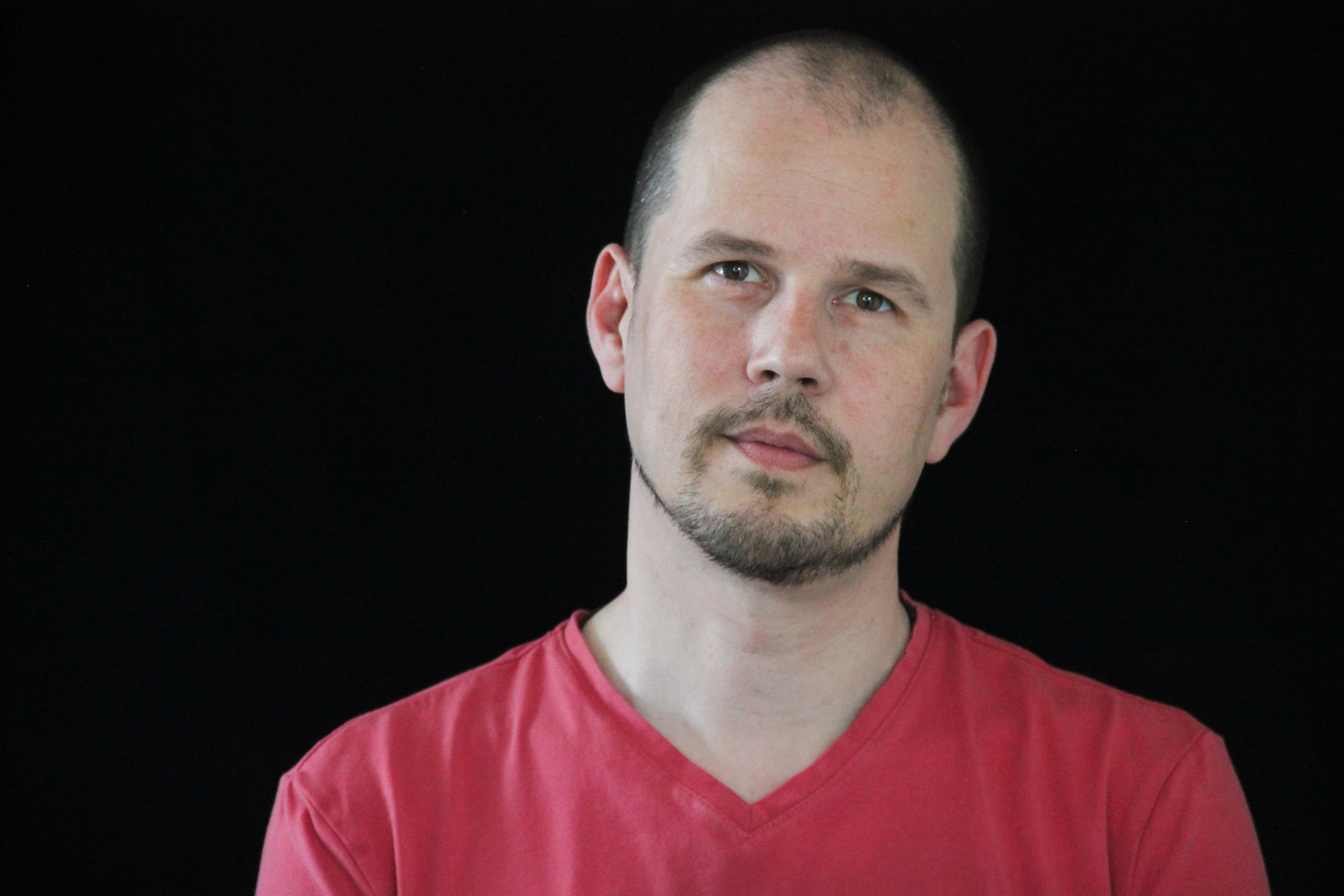
Portrait

## Televisie
Bij het grote publiek werd hij bekend door zijn rol in de televisieserie Goudkust (1999-2001). Zijn personage Jeroen van Cloppenburg beleefde in deze serie onder andere een heftige aan-uit-romance met dat van Michiel de Zeeuw. 
Behalve in Goudkust speelde hij bijrollen in Het Klokhuis (2001) en de tv-series A'dam - E.V.A. (2011), Van God Los (2012), Moordvrouw (2015) en Vechtershart (2016).
Van 2008 tot 2014 was Smit het gezicht van de Nederlandse reisorganisatie Neckermann Reizen en speelde hij de hoofdrol in hun televisie- en internetreclames. 
Van 2013-2018 werkte hij ook als presentator, voice-over en redacteur voor het internationale lifestyle- en entertainment-kanaal OUTtv.

## Theater en Muziek
Smit heeft meegedaan aan een aantal toneelproducties, zoals The Pornographic Wall (1998) en Tikkie Blauwe Ogen (2002), en stond in verschillende musicals, waaronder Miss Kaandorp - Brigitte de Musical (1998) met Brigitte Kaandorp, Piaf (2000-2001) met Liesbeth List, Je bent goud waard, Charlie Brown (2001) met Ara Halici en Hilke Bierman en Aladdin de Musical (2002-2003) met Hakim Traïdia, Ivo Chundro en wederom Ara Halici.
In 2017-2019 was Smit lid van het Dutch Brexit Choir voor de The Matthew Herbert Brexit Big Band, een aanklacht tegen de Brexit. Daarmee zong hij op het North Sea Jazz Festival in Rotterdam, Jazz Middelheim in Antwerpen, Jazz Festival in Brussel en Romaeuropa Festival in Rome waar ook de opnames voor het album plaatsvonden.

## Film
Ook was hij te zien in de speelfilm Aletta Jacobs: Het hoogste streven (1994), de eindexamenfilm Over rozen (2004) die een Tuschinski Film Award won en de jeugdfilm Sinterklaas en het Raadsel van 5 December (2011).

## Stem
Hij was onder andere de Nederlandse stem van Drifter in Roary the Racing Car en spreekt naast tekenfilms ook regelmatig leermethoden, voice-overs voor OUTtv en reclames in.
Daarnaast is hij sinds 1998 werkzaam als (stem)castingdirector en is sinds 2014 werkzaam als Senior Casting Director en hoofd Inkoop bij Voicebooking.com.